# Tour de Flandes 1965
El Tour de Flandes 1965 va ser la 49a edició del Tour de Flandes. La cursa es disputà el 17 d'abril de 1965, amb inici a Gant i final a Gentbrugge després d'un recorregut de 272 quilòmetres. El vencedor final fou el neerlandès Jo de Roo, que s'imposà a l'esprint al seu company d'escapada, el belga Edward Sels. En tercera posició finalitzà el belga Georges van Coningsloo.

## Classificació final
|    | Ciclista                     | Equip                    | Temps      |
| -- | ---------------------------- | ------------------------ | ---------- |
| 1  | Jo de Roo (NED)              | Televizier               | 5h 47' 29" |
| 2  | Edward Sels (BEL)            | Solo-Superia             | m. t.      |
| 3  | Georges van Coningsloo (BEL) | Peugeot-BP-Michelin      | + 33"      |
| 4  | Willy Vannitsen (BEL)        | Ford France-Gitane       | m. t.      |
| 5  | Jean Stablinski (FRA)        | Ford France-Gitane       | m. t.      |
| 6  | Rik van Looy (BEL)           | Solo-Superia             | m. t.      |
| 7  | Carmine Preziosi (ITA)       | Pelforth-Sauvage-Lejeune | + 58"      |
| 8  | Gustave Desmet (BEL)         | Wiels-Groene Leeuw       | m. t.      |
| 9  | Arthur Decabooter (BEL)      | Wiels-Groene Leeuw       | m. t.      |
| 10 | Vic van Schil (BEL)          | Mercier-BP-Hutchinson    | m. t.      |